# Underwood (Minnesota)
Underwood ist eine City im Otter Tail County in Minnesota in den Vereinigten Staaten. Das U.S. Census Bureau hat bei der Volkszählung 2020 eine Einwohnerzahl von 356 ermittelt.

## Geographie
Nach den Angaben des United States Census Bureaus verfügt die Ortschaft über eine Fläche von 1,1 km², dies ist alles Land und der Ort verfügt nicht über Gewässerflächen.
Underwood liegt zwischen Fergus Falls und Battle Lake am Minnesota State Highway 210.

## Demographie
Zum Zeitpunkt des United States Census 2000 bewohnten 319 Personen die Stadt. Die Bevölkerungsdichte betrug 141,6 Personen pro km². Es gab 154 Wohneinheiten, durchschnittlich 141,6 pro km². Die Bevölkerung Underwoods bestand zu 99,06 % aus Weißen, 0,31 % aus Asian und 0,63 % der Bevölkerung erklärten, zwei oder mehr Rassen anzugehören. Als Hispanic oder Latino jeglicher Rasse bezeichneten sich 0,63 % der Einwohnerschaft.
Die Bewohner Underwoods verteilten sich auf 142 Haushalte, von denen in 28,2 % Kinder unter 18 Jahren lebten. 55,6 % der Haushalte stellen Verheiratete, 9,9 % hatten einen weiblichen Haushaltsvorstand ohne Ehemann und 32,4 % bildeten keine Familien. 30,3 % der Haushalte bestanden aus Einzelpersonen und in 20,4 % aller Haushalte lebte jemand im Alter von 65 Jahren oder mehr alleine. Die durchschnittliche Haushaltsgröße betrug 2,25 und die durchschnittliche Familiengröße 2,74 Personen.
Die Bevölkerung verteilte sich auf 23,2 % Minderjährige, 8,8 % 18–24-Jährige, 21,3 % 25–44-Jährige, 20,1 % 45–64-Jährige und 26,6 % im Alter von 65 Jahren oder mehr. Das Durchschnittsalter betrug 40 Jahre. Auf jeweils 100 Frauen entfielen 87,6 Männer. Bei den über 18-Jährigen entfielen auf 100 Frauen 84,2 Männer.
Das mittlere Haushaltseinkommen in Underwood betrug 29.000 US-Dollar und das mittlere Familieneinkommen erreichte die Höhe von 34.375 US-Dollar. Das Durchschnittseinkommen der Männer betrug 28.438 US-Dollar, gegenüber 21.875 US-Dollar bei den Frauen. Das Pro-Kopf-Einkommen in Underwood war 19.465 US-Dollar. 14,2 % der Bevölkerung und 10,5 % der Familien hatten ein Einkommen unterhalb der Armutsgrenze, davon waren 11,5 % der Minderjährigen und 22,9 % der Altersgruppe 65 Jahre und mehr betroffen.